# راموندای صربی
راموندای صِربی یا راموندای صِربستانی (انگلیسی: Ramonda serbica) گونه‌ای از خانواده جسنریان است. این یکی از معدود نمایندگان اروپایی این خانواده است که در آلبانی، بلغارستان، یونان، مقدونیه شمالی و صربستان یافت می‌شود. این گل توسط گیاه‌شناس صربستانی Josif Pančić در سال ۱۸۷۴ در نزدیکی نیش (شهر) کشف شد. این گیاه به دلیل توانایی آن در احیای مجدد در هنگام آبیاری، حتی در صورت کم‌آبی کامل، شناخته شده‌است، همچنین به عنوان گیاه دارای تحمل خشک‌شدن شناخته می‌شود. در صربستان به عنوان نماد روز آتش‌بس در جنگ جهانی اول استفاده می‌شود.